# Midachi TV
Midachi TV fue un programa humorístico argentino creado por el trío cómico Midachi. El programa se emitió por Canal Trece desde el 4 de agosto de 2006 hasta fines del mismo año. Cada emisión, los viernes a las 22:30, presentaba sketches y monólogos, entre otros números.

## Integrantes
Los integrantes del trío son:
- Miguel Torres del Sel
- Darío "Chino" Volpato
- Rubén Enrique "Dady" Brieva